# Edward Sokoine
Edward Moringe Sokoine (Monduli, 1º agosto 1938 – 12 aprile 1984) è stato un politico tanzaniano, appartenente al partito Chama cha Mapinduzi (CCM).
Fu primo ministro dal 13 febbraio 1977 al 7 novembre 1980 e dal 24 febbraio 1983 al 12 aprile 1984. Viene ricordato come un politico di grande integrità morale. In suo onore sono state battezzate diverse strutture pubbliche tanzaniane, inclusa l'Università dell'Agricoltura di Morogoro.

## Biografia
Sokoine nacque a Monduli, nella regione di Arusha, nel 1938. Dal 1948 al 1958 studiò a Monduli e a Umbwe, per poi completare gli studi (fra il 1962 e il 1963) nella Repubblica Democratica Tedesca. Nel 1961 aveva aderito al Tanganyika African National Union (TANU), e una volta rientrato dalla Germania intraprese la carriera politica diventando prima funzionario statale e poi membro dell'Assemblea Nazionale. Nel 1977 divenne membro del comitato centrale del partito (che nel frattempo era passato dalla denominazione di TANU a quella di CCM) e nello stesso anno fu nominato primo ministro sotto il presidente Julius Nyerere. Fu rieletto alla carica nel 1983, ma il suo secondo mandato fu interrotto dalla sua morte, in un incidente stradale.